# Güzelhisar, Köprüköy
Güzelhisar là một xã thuộc huyện Köprüköy, tỉnh Erzurum, Thổ Nhĩ Kỳ. Dân số thời điểm năm 2011 là 1.054 người.